# 邁奈耶勒堡區

36°44′30″N 3°43′23″E / 36.74167°N 3.72306°E
邁奈耶勒堡區（阿拉伯语：‎），是阿爾及利亞的行政區，位於該國北部，由布米爾達斯省負責管轄，首府設於邁奈耶勒堡，始建於1984年2月7日，面積275.1平方公里，2008年人口126,886，人口密度每平方公里461人。